# Cậu bé mất tích (mùa 2)
Mùa thứ hai của loạt phim truyền hình web khoa học viễn tưởng-kinh dị Stranger Things, với tựa đề Stranger Things 2, được công chiếu toàn cầu qua dịch vụ streaming Netflix vào ngày 27 tháng 10 năm 2017. Loạt phim được sáng tạo bởi Anh em nhà Duffer, cũng là giám đốc sản xuất cho phim cùng Shawn Levy, Dan Cohen và Iain Paterson.
Mùa thứ hai có sự tham gia của Winona Ryder, David Harbour, Finn Wolfhard, Millie Bobby Brown, Gaten Matarazzo, Caleb McLaughlin, Noah Schnapp, Sadie Sink, Natalia Dyer, Charlie Heaton, Joe Keery, Dacre Montgomery, Cara Buono, Sean Astin và Paul Reiser. Brett Gelman, Linnea Berthelsen và Matthew Modine cũng tham gia diễn xuất trong các vai diễn phụ.

## Bối cảnh
Ngày 29 tháng 10 năm 1984, một năm sau khi mất tích, Will Byers phát hiện mình trở thành mục tiêu của Thế giới ngược khi một sinh vật lớn đầy những xúc tu có tên là Mind Flayer sớm đe dọa tới người dân Hawkins. Joyce và Hopper cùng với Nancy ― chị gái của Mike, Jonathan ― anh trai của Will, Steve ― bạn trai của Nancy, cùng với những người bạn thân của Will: Mike, Dustin và Lucas cộng thêm người bạn mới Maxine đến từ California và cô bé Eleven vẫn đang mất tích, một lần nữa phải hợp lực để ngăn chặn mối đe dọa này.

## Diễn viên và nhân vật
| - Winona Ryder trong vai Joyce Byers - David Harbour trong vai Jim Hopper - Finn Wolfhard trong vai Mike Wheeler - Millie Bobby Brown trong vai Eleven / Jane - Gaten Matarazzo trong vai Dustin Henderson - Caleb McLaughlin trong vai Lucas Sinclair - Noah Schnapp trong vai Will Byers - Sadie Sink trong vai Maxine "Max" Mayfield - Natalia Dyer trong vai Nancy Wheeler - Charlie Heaton trong vai Jonathan Byers - Joe Keery trong vai Steve Harrington - Dacre Montgomery trong vai Billy Hargrove - Cara Buono trong vai Karen Wheeler - Sean Astin trong vai Bob Newby - Paul Reiser trong vai Sam Owens | - Linnea Berthelsen trong vai Kali - Joe Chrest trong vai Ted Wheeler - Catherine Curtin trong vai Claudia Henderson - Priah Ferguson trong vai Erica Sinclair - Brett Gelman trong vai Murray Bauman - Kai L. Greene trong vai Funshine - Randy Havens trong vai Scott Clarke - James Landry Hébert trong vai Axel - Anna Jacoby-Heron trong vai Dottie - Gabrielle Maiden trong vai Mick - Rob Morgan trong vai Sĩ quan Powell - John Paul Reynolds trong vai Sĩ quan Callahan - Chelsea Talmadge trong vai Carol - Matthew Modine trong vai Martin Brenner |

## Các tập phim
| TT. tổng thể | TT. trong mùa phim | Tiêu đề                                    | Đạo diễn          | Biên kịch            | Ngày phát sóng gốc   |
| --- | ------------------ | ------------------------------------------ | ----------------- | -------------------- | -------------------- |
| 9 | 1                  | "Tập một: MAX ĐIÊN"                        | Anh em nhà Duffer | Anh em nhà Duffer    | 27 tháng 10 năm 2017 |
| Tháng 10 năm 1984, xuất hiện một cô gái có khả năng ngoại cảm, tay xăm con số “008”, tham gia một nhóm tội phạm ở Pittsburgh. Ở Hawkins, thị trấn đang chuẩn bị cho lễ hội Halloween. Một cô gái mới ở trường, Maxine “Max” Mayfield, thu hút sự chú ý của nhóm bạn trai. Joyce đang hẹn hò với người bạn học cũ Bob Newby, còn Hopper thì điều tra vụ việc một cánh đồng bí ngô bị thối rữa một cách đầy bí ẩn. Nhà giả thuyết âm mưu Murray Bauman cảnh báo Hopper về việc có người đã thấy Eleven, tin rằng cô bé là gián điệp của Nga. Mike và Nancy phải chịu đựng cảnh mất Eleven và Barb, trong khi Will phải trải qua những “cơn mất ý thức”, những ảo giác về Thế giới ngược và một con quái vật bóng đêm khổng lồ, đầy xúc tu. Joyce và Hopper đưa Will tới gặp Bác sĩ Sam Owens, giám đốc mới của phòng thí nghiệm và là người đã chịu trách nhiệm kiểm tra y tế thường xuyên cho Will từ khi cậu trở bề. Owens cho rằng các cơn mất ý thức của Will là do rối loạn tâm lý sau sang chấn khi vụ mất tích của cậu đã qua được một năm. Cánh cổng trong phòng thí nghiệm đã lớn lên rất nhiều, khiến cho Owens lo lắng. Nancy và Steve có một bữa tối đầy khó xử với cha mẹ của Barb khi mà họ vẫn còn nghĩ con gái mình còn đang mất tích và đã thuê Murray tìm cô. Hopper trở về nhà, một cabin trong rừng, nơi anh sống bí mật với Eleven. |                    |                                            |                   |                      |                      |
| 10 | 2                  | "Tập hai: Cho kẹo hay bị ghẹo, đồ quái dị" | Anh em nhà Duffer | Anh em nhà Duffer    | 27 tháng 10 năm 2017 |
| Ký ức của Eleven hé lộ cô bé đã thoát được khỏi Thế giới ngược và buộc phải trốn những tên đặc vụ. Hiện tại đã là lễ Halloween. Eleven xin Hopper được đi chơi trick-or-treat, nhưng anh bắt cô bé phải ở ẩn trong nhà cho tới khi anh và Owens thỏa thuận được cho cô được sống bình thường, khiến cho Eleven cảm thấy bực bội. Thêm nhiều những cánh đồng bí ngô bị thối rữa khắp thị trấn và Hopper phát hiện trên chúng có một loại chất giống như chất mà anh đã thấy trong phòng thí nghiệm. Nancy muốn nói cho cha mẹ Barb sự thật cái chết của cô, nhưng Steve cho rằng đây là ý tưởng tồi, khi mà các đặc vụ có thể bắt họ nếu nói cho bất cứ ai sự thật. Họ dự một bữa tiệc Halloween, Nancy uống say và mắng Steve không thông cảm với cha mẹ Barb. Steve bỏ đi và Jonathan đưa Nancy về nhà. Nhóm bạn trai đi trick-or-treat và sau đó được Max tham gia cùng. Đêm đó, Will bị thêm một cơn nữa và nói với Mike về những gì cậu nhìn thấy, khiến cho Mike cũng phải thừa nhận mình đang cố liên lạc với Eleven. Eleven cũng cố liên lạc với Mike bằng sức mạnh của mình nhưng bất thành. Dustin trở về nhà và phát hiện một con vật lạ trong thùng rác nhà mình. |                    |                                            |                   |                      |                      |
| 11 | 3                  | "Tập ba: Nòng nọc"                         | Shawn Levy        | Justin Doble         | 27 tháng 10 năm 2017 |
| Cảnh hồi tưởng cho thấy Hopper đã tìm thấy Eleven trong rừng và đồng ý chăm sóc cô bé trong cabin săn cũ của ông anh nếu cô bé đồng ý không ra khỏi đây. Ở hiện tại, Bob khuyên Will đối mặt với nỗi sợ của mình. Dù có ý tốt nhưng anh không hiểu được độ nghiêm trọng của những cơn mất ý thức mà Will gặp phải. Nancy thuyết phục Jonathan giúp cô nói sự thật cho cha mẹ của Barb. Cả hai sắp xếp một cuộc gặp với mẹ của Barb ở công viên hôm sau đó do sợ Owens có thể nghe lén điện thoại. Thứ mà Dustin tìm thấy là một con vật nhỏ giống sên mà cậu đặt tên là D’Artagnan (“Dart”). Cậu cho nhóm bạn xem Dart và Will cho rằng nó đến từ Thế giới ngược khi thấy tiếng nó tạo ra giống như những gì cậu nghe thấy trong cơn ảo giác. Càng ngày càng lo lắng về vụ cánh đồng bí ngô, Hopper đổ lỗi cho Owens không giữ kiểm soát được cánh cổng. Không chịu giấu mình, Eleven ra ngoài tìm Mike; ở trường, cô bắt gặp Mike nói chuyện với Max và hiểu lầm hai người đang tán tỉnh nhau. Cô bé bỏ đi trong đau buồn. Will thêm một lần nữa bị một cơn mất ý thức; lần này, cậu nghe lời Bob đối mặt với con quái vật bóng đêm, nhưng nó đưa xúc tu chui vào họng cậu. |                    |                                            |                   |                      |                      |
| 12 | 4                  | "Tập bốn: Will - Kẻ thông thái"            | Shawn Levy        | Paul Dichter         | 27 tháng 10 năm 2017 |
| Joyce và lũ trẻ đánh thức Will khỏi cơn mất ý thức. Joyce đưa Will về nhà nhưng thấy cậu hành xử rất lạ, liên tục vẽ những nét nguệch ngoạc lên giấy và đòi giữ cho nhà phải lạnh. Joyce gọi cho Hopper và họ phát hiện những bức vẽ của Will liên kết với nhau tạo thành một loạt những nhành dây leo. Hopper nhận ra đây như một tấm bản đồ và bỏ đi mà không nói cho Joyce. Nancy và Jonathan bị đặc vụ bắt giữ khi cố gặp mẹ Barb và được đưa vào phòng thí nghiệm. Owens cho họ xem cánh cổng tới Thế giới ngược, thừa nhận Barb đã chết trong đó và nói rằng ông không muốn chính phủ nước ngoài biết về việc này. Cả hai được thả và Nancy cho Jonathan biết cô đã bí mật ghi lại lời thú nhận của Owens. Lucas cố gắng tiếp cận Max, nhưng bị Billy, người anh trai kế của Max, ngăn cản. Eleven, sau khi cãi nhau với Hopper, tìm thấy những tài liệu mà Hopper nghiên cứu về mẹ ruột của cô, Terry Ives, và cô cố liên lạc với Terry bằng sức mạnh của mình. Dustin phát hiện Dart đã thoát ra khỏi lồng, ăn thịt con mèo của cậu, và là một con Demogorgon con. Hopper đào sâu xuống bên dưới một trong những cánh đồng bí ngô và phát hiện một đường hầm dẫn tới Thế giới ngược. |                    |                                            |                   |                      |                      |
| 13 | 5                  | "Tập năm: Trò đào đất"                     | Andrew Stanton    | Jessie Nickson-Lopez | 27 tháng 10 năm 2017 |
| Hopper bị kẹt trong đường hầm và bất tỉnh. Mike ngủ lại nhà Byers để giúp Will hồi phục. Will nhìn thấy được Hopper, khiến cho Joyce nhờ trợ giúp của Bob để giải mã những bức vẽ. Bob xác định chúng là bản đồ Hawkins và Hopper đang ở cánh đồng bí ngô. Nancy và Jonathan cầm theo đoạn băng tới chỗ Murray; anh thấy công chúng sẽ không tin vào câu chuyện thần kỳ này và khuyên họ nên giảm cấp độ cho câu chuyện để mọi người dễ tin hơn. Lucas tiết lộ chuyện Will mất tích cho Max để được cô chú ý. Dustin nhốt Dart dưới hầm nhà và nhờ Steve bắt lại nó. Eleven lần tới nhà của Terry và Becky Ives. Terry và Eleven giao tiếp được với nhau nhờ sức mạnh ngoại cảm; cô cho Eleven biết mình từng cố giải cứu cô bé khỏi phòng thí nghiệm và bị Brenner dùng liệu pháp sốc điện tới mức tổn thương trí não. Eleven phát hiện có một cô gái khác cũng trải qua huấn luyện như cô. Joyce, Bob, Will và Mike cứu được Hopper, nhưng các nhà khoa học từ phòng thí nghiệm sớm tới và đốt trụi những đường hầm, khiến Will ngã quỵ và co giật trong đau đớn. |                    |                                            |                   |                      |                      |
| 14 | 6                  | "Tập sáu: Gián điệp"                       | Andrew Stanton    | Kate Trefry          | 27 tháng 10 năm 2017 |
| Will được nhanh chóng đưa vào phòng thí nghiệm, có dấu hiệu mất trí nhớ. Owens suy đoán rằng con quái vật bóng đêm là một virus đã vào não của Will và đang điều khiển cậu. Owens phát hiện những sinh vật từ Thế giới ngược có trí tuệ bầy đàn và nếu làm hại tới những đường hầm sẽ gây nguy hiểm cho Will. Nancy và Jonathan ngủ lại qua đêm tại nhà Murray; anh đã khiến cho họ phải thừa nhận tình cảm của mình cho nhau. Sáng hôm sau, ba người đem đoạn băng ghi lời thú nhận của Owens tới một phóng viên ở Chicago. Khi trở về nhà Byers, Nancy và Jonathan phát hiện những bức vẽ của Will. Lucas và Max gặp lại Dustin và Steve; cả nhóm cố nhử Dart tới một bãi phế liệu. Max xin lỗi đã không thân thiện với Lucas, giải thích rằng Billy trở nên bạo lực là do cha anh tái hôn với mẹ của Max. Dart tới cùng một bầy những con quái vật khác khiến cả nhóm sợ hãi. Họ bị dồn ép cho tới khi bầy quái vật bất ngờ bỏ chạy. Will phát hiện một nơi mà con quái vật không muốn cậu thấy. Không biết cậu bé đang bị con quái vật thao túng, Owens cử một nhóm tới đó điều tra. Họ bị bầy quái vật tấn công và chúng tràn vào phòng thí nghiệm. |                    |                                            |                   |                      |                      |
| 15 | 7                  | "Tập bảy: Người chị mất tích"              | Rebecca Thomas    | Justin Doble         | 27 tháng 10 năm 2017 |
| Eleven tới Chicago để tìm cô gái trong ký ức của Terry, tên là Kali. Nhận ra hình xăm giống nhau và nhớ lại quá khữ bị Brenner bắt làm thí nghiệm, Eleven và Kali coi nhau như chị em. Kali có khả năng chiếu hình vào đầu óc người khác và sống trong một băng đảng đường phố muốn trả thù Brenner. Eleven tiết lộ rằng Brenner đã chết, nên nhóm quyết định giết người đàn ông đã tra tấn Terry. Kali giúp Eleven tăng sức mạnh của mình bằng cách hướng dẫn cô dẫn cơn giận của mình. Sau khi Eleven dùng sức mạnh của mình để tìm Ray, mục tiêu của nhóm, họ tới nhà của Ray để giết ông. Eleven bắt đầu dùng sức mạnh bóp cổ Ray, khiến ông phải tiết lộ Brenner vẫn còn sống. Eleven không muốn giết Ray khi nhìn thấy ảnh hai con gái ông và cũng không để cho Kali giết ông. Cả nhóm trở về căn cứ và Kali muốn Eleven hoặc ở lại và trả thù cho mẹ mình hoặc trở về Hawkins. Eleven nhìn thấy sự việc của Mike và Hopper ở phòng thí nghiệm và quyết định trở về trong khi Kali và cả nhóm phải trốn thoát khỏi cảnh sát. |                    |                                            |                   |                      |                      |
| 16 | 8                  | "Tập tám: Con quỷ tâm linh"                | Anh em nhà Duffer | Anh em nhà Duffer    | 27 tháng 10 năm 2017 |
| Bầy quái vật tràn vào phòng thí nghiệm, giết chết gần hết các nhà khoa học tại đây, Nhận ra Will là gián điệp cho con quái vật, Mike thuyết phục Joyce tiêm thuốc mê cho Will để con vật không thể lần ra họ. Mike, Joyce, Hopper, Bob và Owens đưa Will vào phòng an ninh của phòng thí nghiệm để trốn bầy quái vật. Điện ở phòng thí nghiệm bị ngắt, Bob tình nguyện ra ngoài đặt lại cầu dao cho cả nhóm thoát ra ngoài. Nhiệm vụ của Bob thành công, Mike, Joyce, Hopper và Will thoát được ra ngoài, nhưng Bob bị bầy quái vật giết chết khiến cho Joyce rất đau buồn. Những người sống sót được Nancy, Jonathan, Steve, Dustin, Lucas và Max đưa ra khỏi khu vực phòng thí nghiệm và trở về nhà Byers. Trong cơn tuyệt vọng muốn trả thù con quái vật bóng đêm mà họ nhận ra là tương tự như con "Mind Flayer" ("Quỷ tâm linh") trong trò Dungeons & Dragons, cả nhóm đưa ra giả thuyết Mind Flayer muốn tràn vào vũ trụ này, và nếu giết được nó thì cũng sẽ giết chết tất cả những sinh vật kết nối với nó – bao gồm cả Will. Bằng mã Morse, họ giao tiếp được với Will thật; cậu bé chỉ dẫn cho họ phải “ĐÓNG CỔNG”. Mind Flayer tìm được vị trí của họ và cho bầy quái vật tới. Khi chúng tới gần, Eleven xuất hiện và giết chết chúng. |                    |                                            |                   |                      |                      |
| 17 | 9                  | "Tập chín: Cánh cổng"                      | Anh em nhà Duffer | Anh em nhà Duffer    | 27 tháng 10 năm 2017 |
| Sau buổi hội ngộ ngắn ngủi, Eleven và mọi người lên kế hoạch đóng cánh cổng mà không giết chết Will. Hopper và Eleven tới phòng thí nghiệm để đóng cánh cổng, trong khi Jonathan, Nancy và Joyce đuổi con virus ra khỏi Will bằng cách dùng máy sưởi đốt nóng người cậu trong cabin của Hopper. Để không cho bầy quái vật tấn công Hopper và Eleven, Mike, Dustin, Lucas, Max và Steve định đi vào đường hầm để nhử bầy quái vật. Billy tới nhà Byers để tìm Max theo yêu cầu của bố và đánh nhau với Steve. Max chốc được thuốc mê vào anh, và cả nhóm đi tới đường hầm để thực hiện kế hoạch. Nancy giải phóng được Will khỏi sự điều khiển của Mind Flayer bằng cây gậy sắt nóng. Mặc dù bị Mind Flayer cản trở, Eleven giải phóng cơn giận và đóng được cánh cổng, giết chết toàn bộ bầy quái vật. Một tháng sau, đoạn băng của Nancy vạch trần phòng thí nghiệm khiến nó phải đóng cửa. Barb được tổ chức một tang lễ thực sự, còn Owens làm được giấy khai sinh cho Eleven, ghi tên cô bé là Jane Hopper. Mike, Eleven, Dustin, Will, Lucas và Max tới dự buổi khiêu vũ mùa đông của trường. Ở Thế giới ngược, Mind Flayer vẫn còn sống và vẫn còn lờ vờ khắp ngôi trường. |                    |                                            |                   |                      |                      |